# Thoracostomopsis doveae
Thoracostomopsis doveae är en rundmaskart som beskrevs av Suzanne I. Warwick 1970. Thoracostomopsis doveae ingår i släktet Thoracostomopsis och familjen Thoracostomopsidae. Inga underarter finns listade i Catalogue of Life.